# 遠州鉄道
遠州鉄道株式会社（えんしゅうてつどう、英: Enshu Railway Co., Ltd.）は、静岡県浜松市で鉄道路線1路線（遠州鉄道鉄道線）と、静岡県遠州地方を中心としたバス事業を運営している会社である。関連事業として不動産、保険、介護事業も営む。略称は遠鉄（えんてつ）。本社は浜松市中央区旭町に所在し、鉄道営業所は浜松市中央区西ヶ崎町686-1（遠州西ヶ崎駅構内）にある。
かつては普通鉄道路線として奥山線、前身の遠州電気鉄道時代には軌道線として中ノ町線、笠井線も有していたが、1964年に奥山線を廃止した後は鉄道線（旧称：西鹿島線/二俣線）が残るのみである。また浜松市街では幾度か路線変更が行われている。広義の鉄道事業に含まれる索道路線としてはかんざんじロープウェイも保有している（運行は子会社の遠鉄観光開発に委託）。
乗合バス事業の詳細は「遠鉄バス」を、貸切バス・旅行事業の詳細は「遠鉄観光」（遠鉄観光バス）を参照のこと。

## 歴史
- 1907年（明治40年） - 浜松鉄道株式会社（初代）設立。
- 1908年（明治41年） - 浜松鉄道株式会社が大日本軌道株式会社に吸収され浜松支社となる。
- 1909年（明治42年）
  - 3月3日 - 中ノ町線（遠州馬込駅 - 中ノ町駅）開業。
  - 12月6日 - 鹿島線（後の二俣線、現:鉄道線）開業。
- 1911年（明治44年） - 浜松軽便鉄道株式会社設立。
- 1914年（大正3年）
  - 4月7日 - 笠井線（遠州西ヶ崎駅 - 笠井駅）開業。
  - 11月30日 - 浜松軽便鉄道が元城駅 - 金指駅間で開業。
- 1915年（大正4年）4月24日 - 浜松軽便鉄道株式会社が浜松鉄道株式会社（2代目）に社名変更。
- 1919年（大正8年）10月12日 - 遠州軌道株式会社設立。大日本軌道浜松支社の路線を継承。
- 1921年（大正10年）8月23日 - 遠州軌道株式会社が遠州電気鉄道株式会社に社名変更。
- 1923年（大正12年）
  - 4月1日 - 二俣線（現:鉄道線）を改軌・電化。
  - 4月15日 - 浜松鉄道全線開業。
- 1925年（大正14年）4月8日 - 中ノ町線・笠井線を浜松軌道株式会社として分離。
- 1927年（昭和2年）
  - 1月17日 - 浜松軌道株式会社が浜松電気鉄道株式会社に社名変更。
  - 9月1日 - 二俣線（現:鉄道線）全線開業。
- 1937年（昭和12年）2月18日 -  浜松電気鉄道の中ノ町線廃止。
- 1943年（昭和18年）11月1日 - 遠州電気鉄道株式会社など6社が合併して遠州鉄道株式会社設立[2]。
- 1944年（昭和19年）12月10日 - 浜松電気鉄道の笠井線廃止。
- 1947年（昭和22年）5月1日 - 浜松鉄道株式会社を合併し、同社の路線を奥山線（遠鉄浜松駅 - 奥山駅）とする[2]。
- 1963年（昭和38年）5月1日 - 奥山線（気賀口駅 - 奥山駅）廃止。
- 1964年（昭和39年）11月1日 - 奥山線全線廃止。
- 1985年（昭和60年）12月1日 - 鉄道線新浜松駅 - 助信駅間高架化（遠州馬込駅廃止）[2]。
- 1986年（昭和61年）12月1日 - 浜松市交通部の事業撤退に伴う市営バス路線の移管が完了[2]。
- 1998年（平成10年）
  - 4月1日 - 公式サイト開設[5]。
  - 7月1日 - 鉄道線（1.6kmまで）とバス（1.0kmまで）の初乗り運賃を100円に値下げ[6]（2015年10月1日に運賃改定するまで続けられた[7]）。
- 2015年（平成27年）1月1日 - 浜松観光バスを合併。
- 2019年（令和元年）10月 - MaaSアプリ「EMot」（エモット）を使った交通実証実験を小田急電鉄と連携して開始[8]。
- 2025年（令和7年）
  - 4月1日 - 遠鉄アシストのスポーツクラブ事業（遠鉄スポーツクラブエスポ）を吸収分割により承継。同日、保険事業本部をウェルネス事業本部に改称し、介護事業およびスポーツクラブ事業を統合[9]。
  - 6月1日 - 遠鉄システムサービスのグループ情報システム部を吸収分割により承継。同日、遠州鉄道のICT推進課と統合し、デジタル戦略部を新設[10]。また、遠州鉄道が盛岡市に本社を置く有限会社マインドファミリーコーポレーションの全株式を取得して系列化。

大日本軌道
遠州軌道→遠州電気鉄道
浜松軽便鉄道→浜松鉄道

## 鉄軌道事業

### 現有路線
- 鉄道線（西鹿島線） : 新浜松駅 - 西鹿島駅 17.8km[2]

### 廃止路線
分社した路線も含む。奥山線以外は軌道線
- 奥山線 : 遠鉄浜松駅 - 奥山駅 25.7km
- 中ノ町線 : 遠州馬込駅 - 中ノ町駅 7.0km
- 笠井線 : 遠州西ヶ崎駅 - 遠州笠井駅 2.3km

路線図

### 車両
ここでは鉄道線（西鹿島線）以外のものについては割愛する。奥山線の車両は「遠州鉄道奥山線#使用車両」を参照。

#### 現有車両
旅客用車両として1000形電車と2000形電車の2形式が在籍する。全車ともスパニッシュレッドの車体に白とグレーのラインが入った塗装で統一されている。この塗装は1983年から新製された1000形より採用されたものであるが、それ以前より赤系統の塗装が標準色であったことから、遠鉄の車両を指して「赤電」とも称され、利用客を中心とした沿線住民に親しまれている。なお、現有車両に関しては形と表記するが読みはがたではなくけいである。

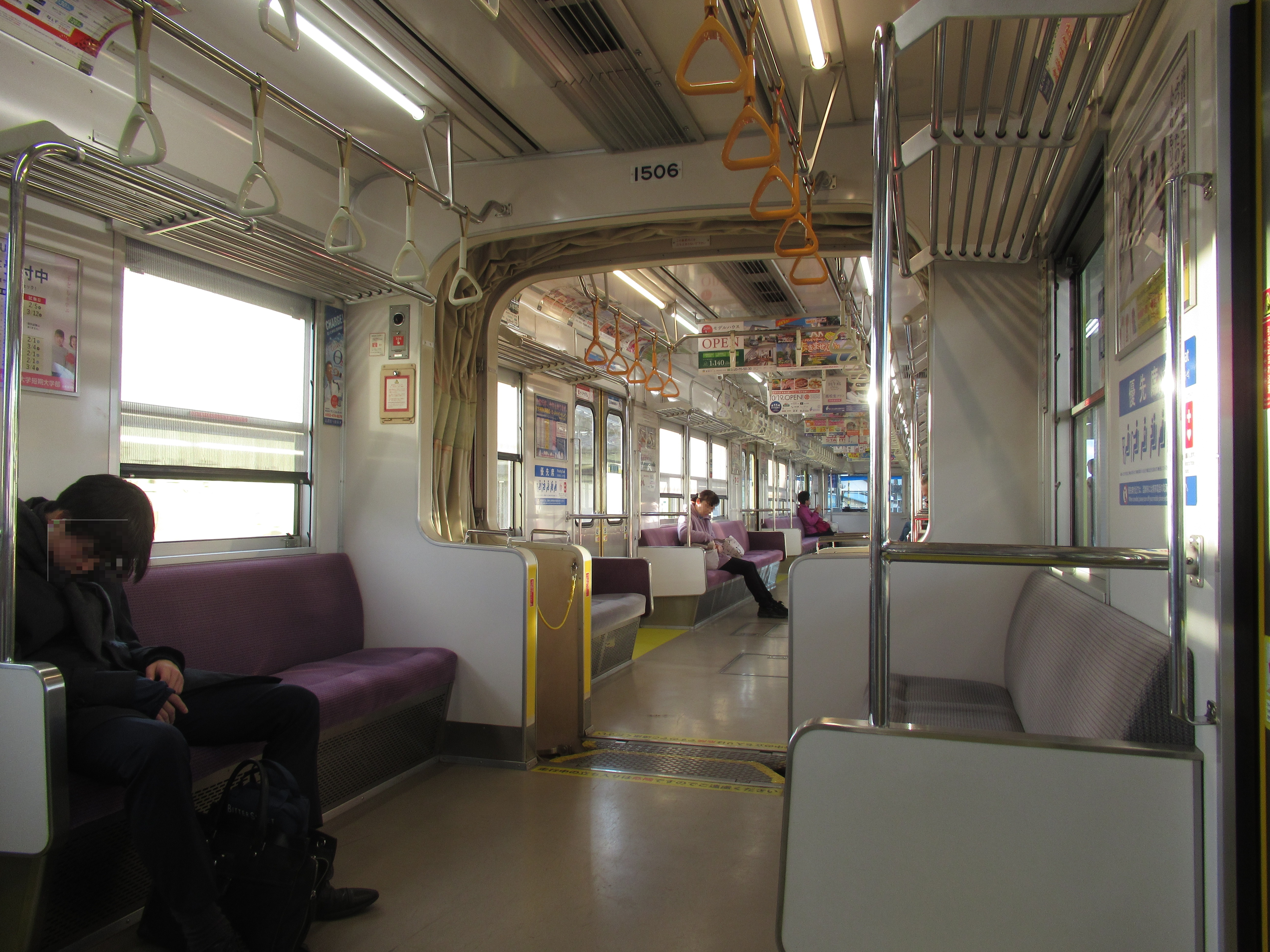
1000形のキノコ型貫通路

地方の中小私鉄においては大手私鉄より譲り受けた車両によって車両近代化を実施する例が多く見受けられるが、鉄道線（西鹿島線）における旅客用車両は電化開業当時から最新の2000形に至るまで、二俣線乗り入れ用として1958-1959年に国鉄から払い下げを受けたキハ800形を除き、自社発注のオリジナル車両で占められている点が特筆される。また、浜松は、冬の初めに吹く「遠州空っ風」など、全体的に風が強い傾向にあり、そのため遠州鉄道の車両は、全車が鋼鉄製となっている。その他共通事項としては、貫通路形状が全車とも「キノコ型（T字型・営団6000系電車などの原形と類似した形状）」である点が挙げられる。
車両の向きは制御車（クハ）が西鹿島向き、制御電動車（モハ）が新浜松向きで各形式とも統一されており、30形（モハ25・モハ51）、1000形、2000形の制御電動車（モハ）は弱冷房車に設定されている。製造メーカーは各形式とも日本車輌製造である。

##### 1000形

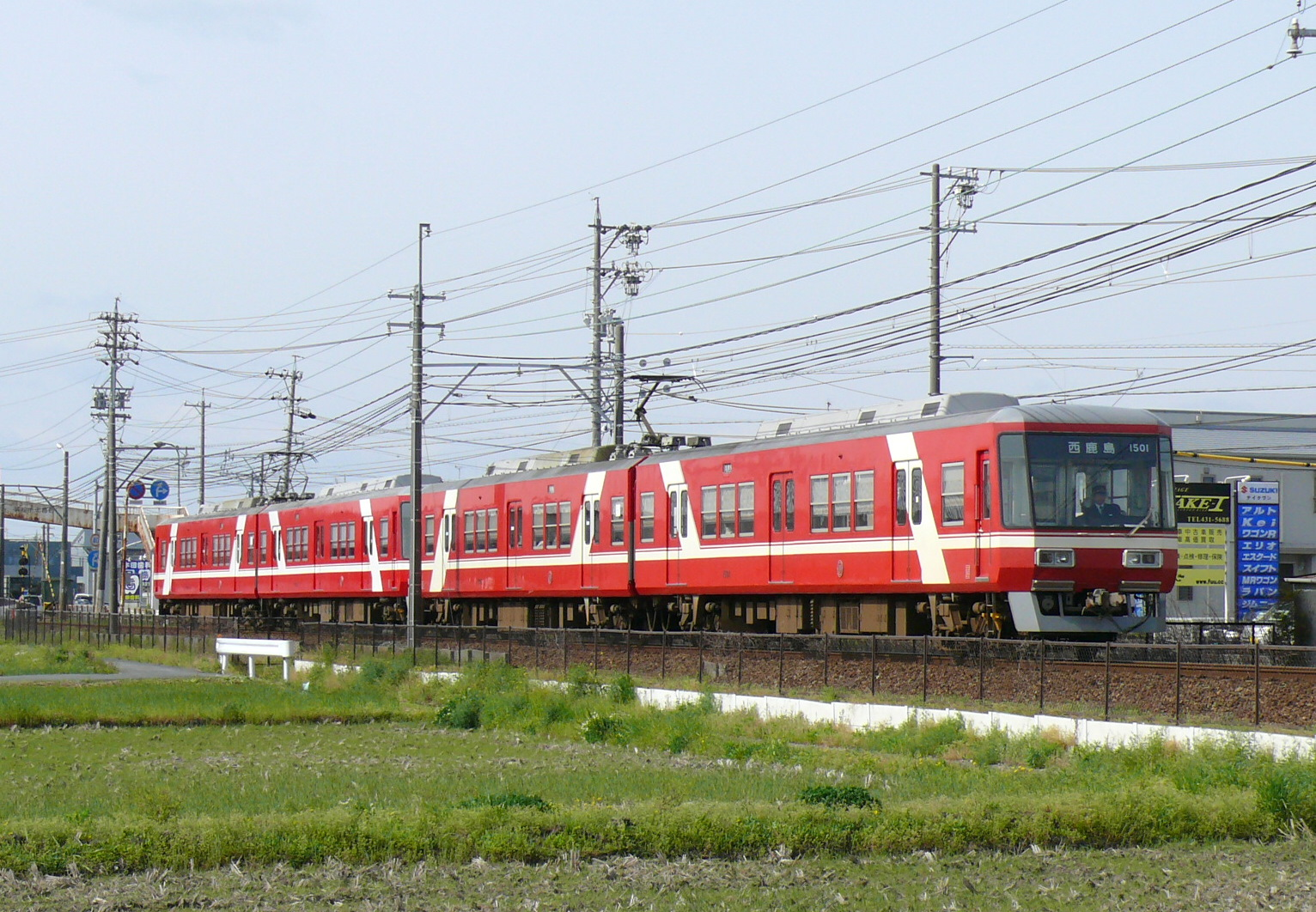
1000形1001編成
（遠州西ヶ崎駅付近・2010年4月）

従来車の代替を目的として、1983年（昭和58年）から1996年（平成8年）にかけて制御電動車モハ1000形1001 - 1007および制御車クハ1500形1501 - 1507の計14両が新製された、遠鉄初の3扉構造を採用したロングシート車である。
前述車体塗装とともに車体形状も一新され、30形とは異なり全体的に直線を基調としたデザインとされている。前面形状は中央部分を大きく取った3面折妻形状で、上下にそれぞれ後退角を設けている。大型化された前面窓内側には電動式の大型行先表示幕が設置されている。前部標識灯（前照灯）ならびに後部標識灯（尾灯）は1つのケースに収められて左右腰部に設置され、台枠部分にはアンチクライマーを有する。側面は3扉化に伴って窓配置がd1D3D3D1となったほか、客用扉幅が1,300 mmに縮小された。また、30形においては腰部に設置されていた側面行先表示幕が幕板部に移設され、前面と同様電動幕となったことによって、30形における「新浜松⇔西鹿島」といった終起点表示方式から行先を単独表示する仕様に改められた。その他、側窓のユニット構造化ならびに客用扉のステンレス化といった改良が加えられている。
主要機器の仕様は30形モハ51-クハ61のそれを踏襲しているが、空気制動装置が遠鉄において初採用となる電気指令式ブレーキ（発電制動併用HRD-1D）に変更された関係で、モハ51-クハ61を含む従来車との併結は不可能となった。冷房装置は30形新製冷房車同様に分散型冷房装置を1両当たり3基搭載するが、冷房装置カバーが3基の冷房装置を覆う一体形状に改められた点が異なる。
本形式は末尾同番号のモハ・クハで2両編成7本を組成し、4両編成運用時においては本形式同士のほか、後述の2000形との併結運用も行なわれる。
2021年（令和3年）1月に同月27日をもって1001編成が引退すると報じられ、同月20日から引退記念のヘッドマークを掲げて運行し、27日の西鹿島8時48分発の第48列車を持って運用を離脱、引退した。1001編成はその後本形式で初の廃車となり解体され、2023年（令和5年）1月現在は6編成12両が運用されている。

##### 2000形

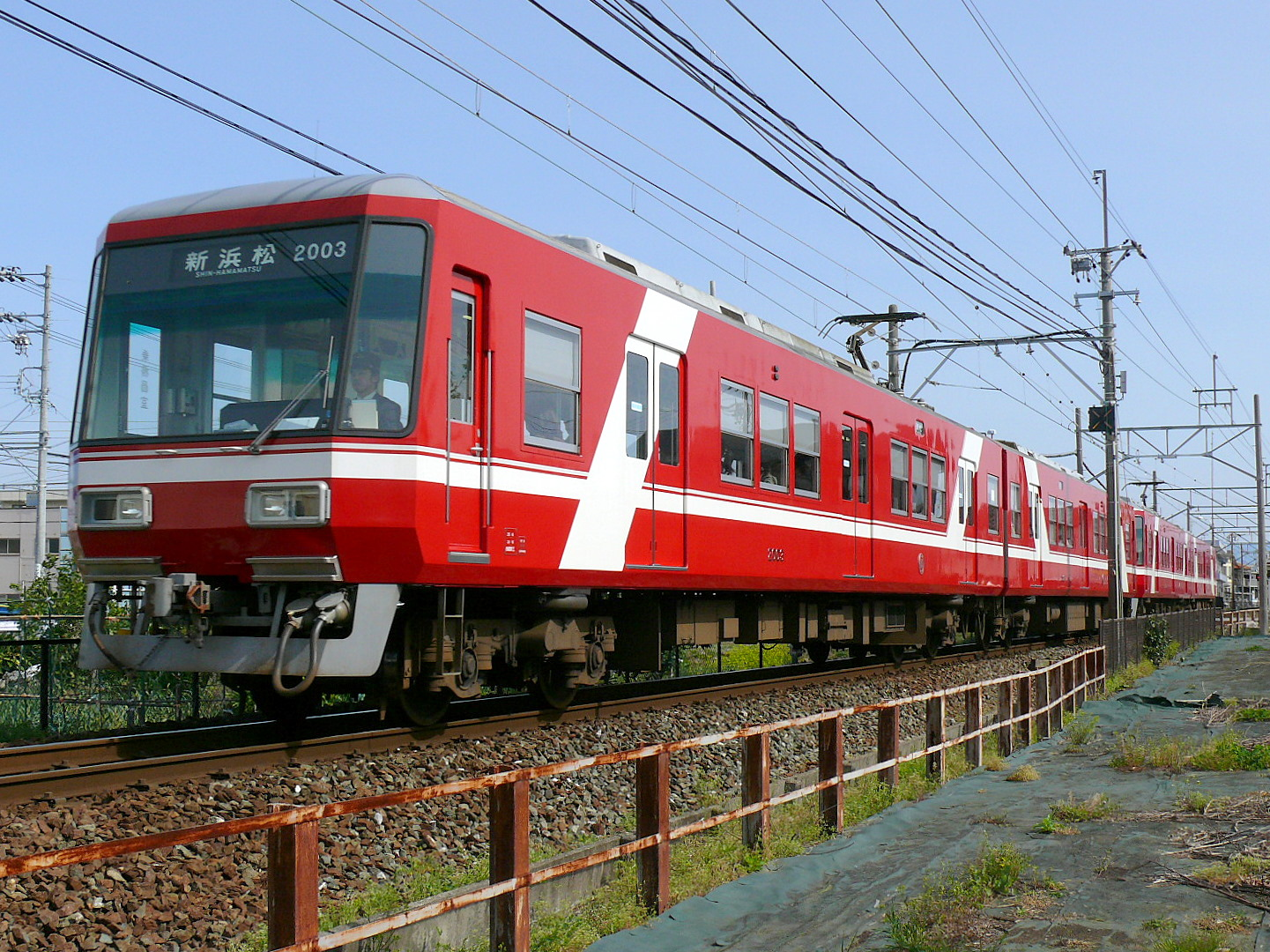
2000形2003編成
遠州西ヶ崎駅 - 積志駅間（2010年4月）

1999年（平成11年）3月に登場。2001編成（モハ2001-クハ2101）は同年4月5日より営業運転を開始し、現在に至るまで増備が続いている新形式であり、2024年（令和6年）12月現在モハ2000形2001 - 2009・クハ2100形2101 - 2109の計18両が在籍する。形式称号の「2000」には「21世紀に向けての新型高性能電車」の意味が込められている。
車体構造は1000形とほぼ同様であるが、制御装置に遠鉄初となるIGBT素子を用いたVVVFインバータ制御（1C2M2群方式）を採用した。制御装置・主電動機ともに三菱電機製であるが、従来東洋電機製造製の電装品を主に採用した遠鉄にあって、三菱製の電装品の採用もまた初のことであった。制御装置のVVVF化に伴って停止用制動に回生制動が採用され、省エネルギー化ならびにメンテナンスフリー化を実現した。その他、パンタグラフにシングルアーム式のものを採用した。
車内設備もおおむね1000形に準じているが、客用扉窓の固定支持方式がHゴム固定から金属枠固定となり、扉窓が若干角ばった形状に変更されたほか、座席モケット色も変更となった。また、バリアフリー対応としてクハ2100形の乗務員室後部、助士席側が車椅子スペースとなっており、当該部分に座席は設置されていないことから、モハ・クハで座席定員が異なる。
2001年（平成13年）に増備された2002編成（モハ2002-クハ2102）より、運転機器が従来の主幹制御器（マスコン）と制動弁が別個となったツーハンドル方式から、それらを一体型としたワンハンドルマスコン方式に改良された。さらに2008年（平成20年）に増備された2004編成（モハ2004-クハ2104）においては、制動装置が純電気ブレーキ仕様に改良され、制御装置も三菱製MAP-124-75V187（1C2M2群方式）に変更された。
2012年（平成24年）に増備された2005編成からは、台車の軸箱支持方式が従来の円錐積層ゴムばね式から軸梁式に変更となった。さらに2015年（平成27年）に増備された2006編成では、車内案内表示器が遠州鉄道初のLCD式に変更された。以後、既存編成についても入場検査の際に、車内案内表示器がLCD式に交換される予定である。
2001編成は、2019年春にインバータ（MAP-122-75V328）とSIV（NC-GBT70B）の機器更新を行った。
2021年（令和3年）に増備された2008編成では、方向幕が遠州鉄道初の発光ダイオード (LED)に変更された。
2024年（令和6年）に増備された2009編成では、LEDの前照灯が採用された。
本形式も1000形同様に末尾同番号のモハ・クハで2両編成4本を組成し、4両編成運用時においては本形式同士のほか、1000形との併結運用も行なわれる。
2016年（平成28年）4月1日、地元企業であるユタカ技研の創立30周年を記念して、2002編成の車体全面を青色にラッピングした「青電」が登場した。これはユタカ技研のコーポレートカラーが青色であることから、話題作りの一環として企画されたもの。遠鉄において車両の全面ラッピングは史上初。2017年（平成29年）3月末まで運行された。
また同編成は2018年（平成30年）2月13日から2019年（平成31年）3月まで、車体全面にビレッジハウス広告の水色ラッピングを施されていた。
2018年（平成30年）10月11日、サーラグループが電力流通事業展開を始めてからの累計契約申込件数3万件突破を記念して、2005編成の車体全面を同クループのコーポレートカラーである緑色にラッピングした「緑電（みどでん）」が運行を開始した。

##### 事業用車両
- ED28形電気機関車
- ホキ800形貨車

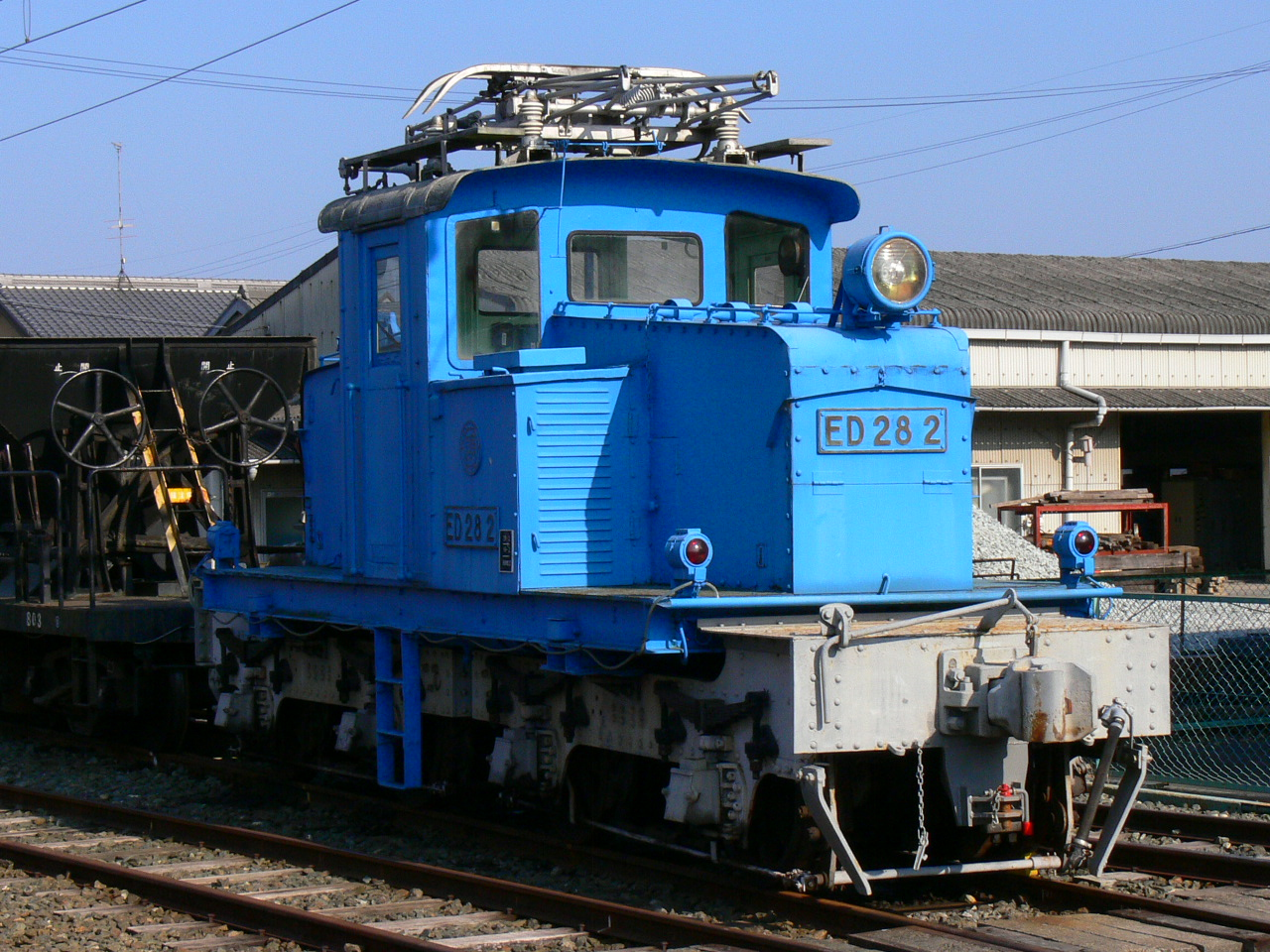
電気機関車 ED282
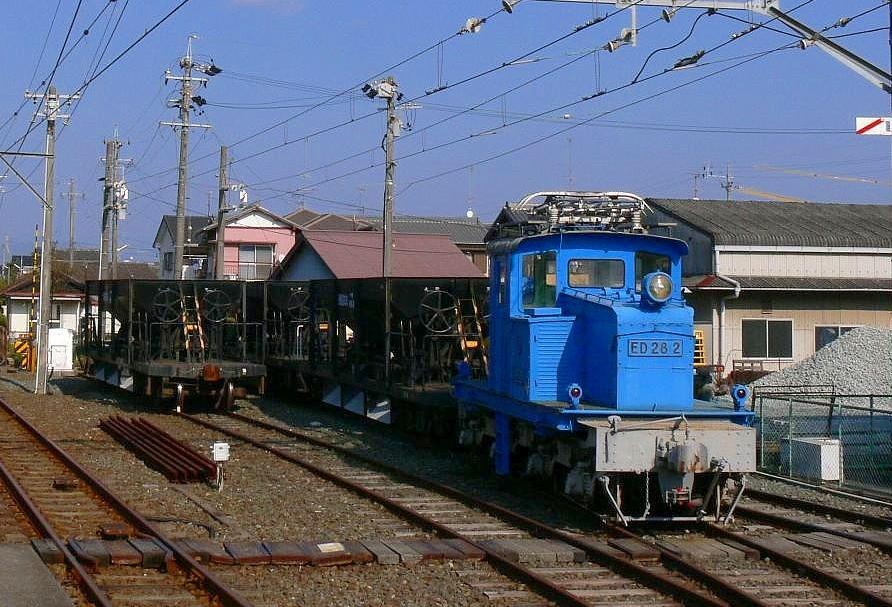
遠州西ヶ崎駅の側線にて留置されているホキ800形貨車とED282

#### 旅客用車両諸元
| 形式         | 30形 モハ30形・クハ80形                                                                       | 30形 モハ30形・クハ80形                        | 1000形 モハ1000形・クハ1500形                                                 | 2000形 モハ2000形・クハ2100形                                                                          |
| 形式         |                                                                                               |                                                |                                                                               | |
| 編成         | 2両(1M1T)                                                                                     | 2両(1M1T)                                      | 2両(1M1T)                                                                     | 2両(1M1T)                                                                                              |
| 電気方式     | 直流750V                                                                                      | 直流750V                                       | 直流750V                                                                      | 直流750V                                                                                               |
| 軌間         | 1,067mm                                                                                       | 1,067mm                                        | 1,067mm                                                                       | 1,067mm                                                                                                |
| 営業最高速度 | 70km/h                                                                                        | 70km/h                                         | 70km/h                                                                        | 70km/h                                                                                                 |
| 全長         | 18,820mm                                                                                      | 18,820mm                                       | 19,000mm                                                                      | 19,000mm                                                                                               |
| 全幅         | 2,740mm                                                                                       | 2,740mm                                        | 2,730mm                                                                       | 2,730mm                                                                                                |
| 主電動機     | 日本車輌製造 NE-90                                                                            | 東洋電機製造 TDK-8095-A                        | 東洋電機製造 TDK-8095-A                                                       | 三菱電機 MB-5081-A                                                                                     |
| 主電動機出力 | 112kW                                                                                         | 120 kW                                         | 120 kW                                                                        | 120 kW                                                                                                 |
| 台車         | トーションバー台車 日本車輌製造 ND507 インダイレクトマウント式空気ばね台車 日本車輌製造 ND306 | ダイレクトマウント式空気ばね台車 ND309・ND309T | ダイレクトマウント式空気ばね台車 ND309・ND309T ボルスタレス台車 ND711・ND711T | ボルスタレス台車 ND728・ND728T（円錐積層ゴムばね） ND746・ND746T（軸梁式）                             |
| 駆動方式     | 吊り掛け駆動                                                                                  | 中空軸平行カルダン駆動                         | 中空軸平行カルダン駆動                                                        | WN駆動                                                                                                 |
| 歯車比       | 4.38                                                                                          | 5.31                                           | 5.31                                                                          | 7.07                                                                                                   |
| 力行制御     | 2S2P永久直並列抵抗制御 弱め界磁制御                                                           | 抵抗制御 直並列組合せ制御 弱め界磁制御         | 抵抗制御 直並列組合せ制御 弱め界磁制御                                        | VVVFインバータ制御                                                                                     |
| 制御装置     | -                                                                                             | 東洋電機製造 ACDF-M4120-777B                   | 東洋電機製造 ACDF-M4120-777B                                                  | 三菱電機 モハ 2001、モハ 2002：MAP-122-75V328 モハ 2003：MAP-122-75V79A モハ 2004 以降：MAP-124-75V187 |
| 制動方式     | 発電制動併用 中継弁付自動空気制動 AMAR-D                                                      | 発電制動併用 中継弁付自動空気制動 AMAR-D       | 発電制動併用 電気指令式空気制動 HRD-1D T車遅れ込め制御                        | 回生制動・発電制動併用 電気指令式空気制動 HRDA-1 T車優先遅れ込め制御                                   |
| 備考         |                                                                                               | データはモハ51・クハ61                         |                                                                               | |

#### 過去の車両
- モハ1形 -  1923年 日本車輌製造本店製。当時の遠州電気鉄道が改軌・電化の際に導入。
- サハ101形
- モハ6形
- モハ11形
- モハ13形
- モハ15形 - 1953年7月 ナニワ工機（のちのアルナ工機、現:アルナ車両）製。
- モハ21形 - 1956年6月 ナニワ工機製。
- モハ22形 - 1957年7月 ナニワ工機製。
- クハ51形
- クハ53形
- クハ61形
- クハ71形
- モワ200形
- レカ1形
- キハ800形
- ED21形

##### 30形

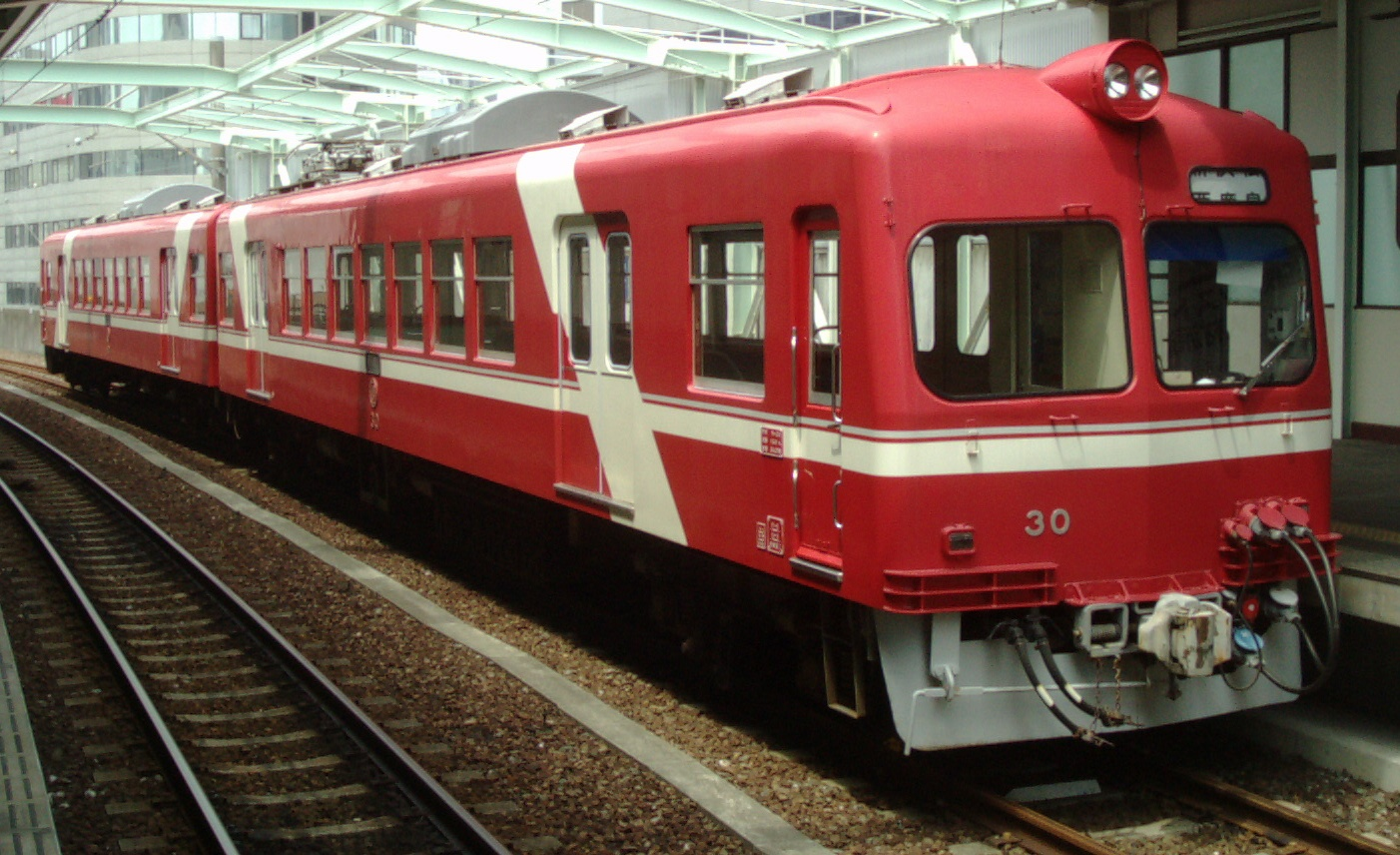
30形モハ30-クハ80編成
（新浜松駅、2005年7月）

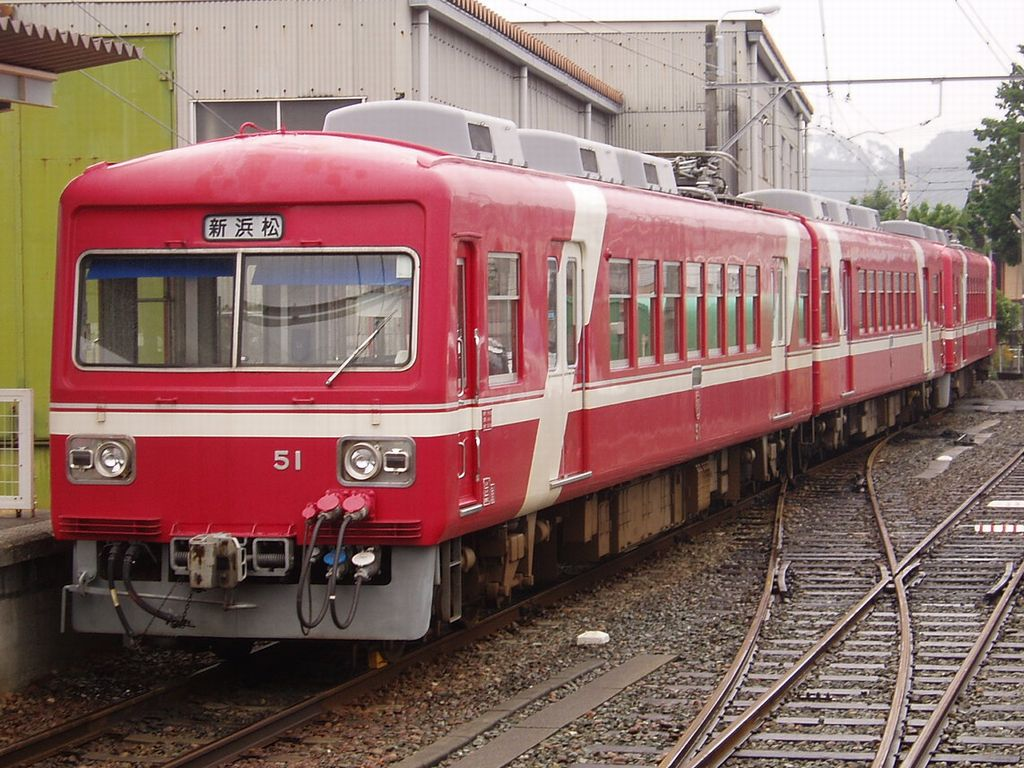
30形モハ51-クハ61編成
（西鹿島駅、2006年7月）

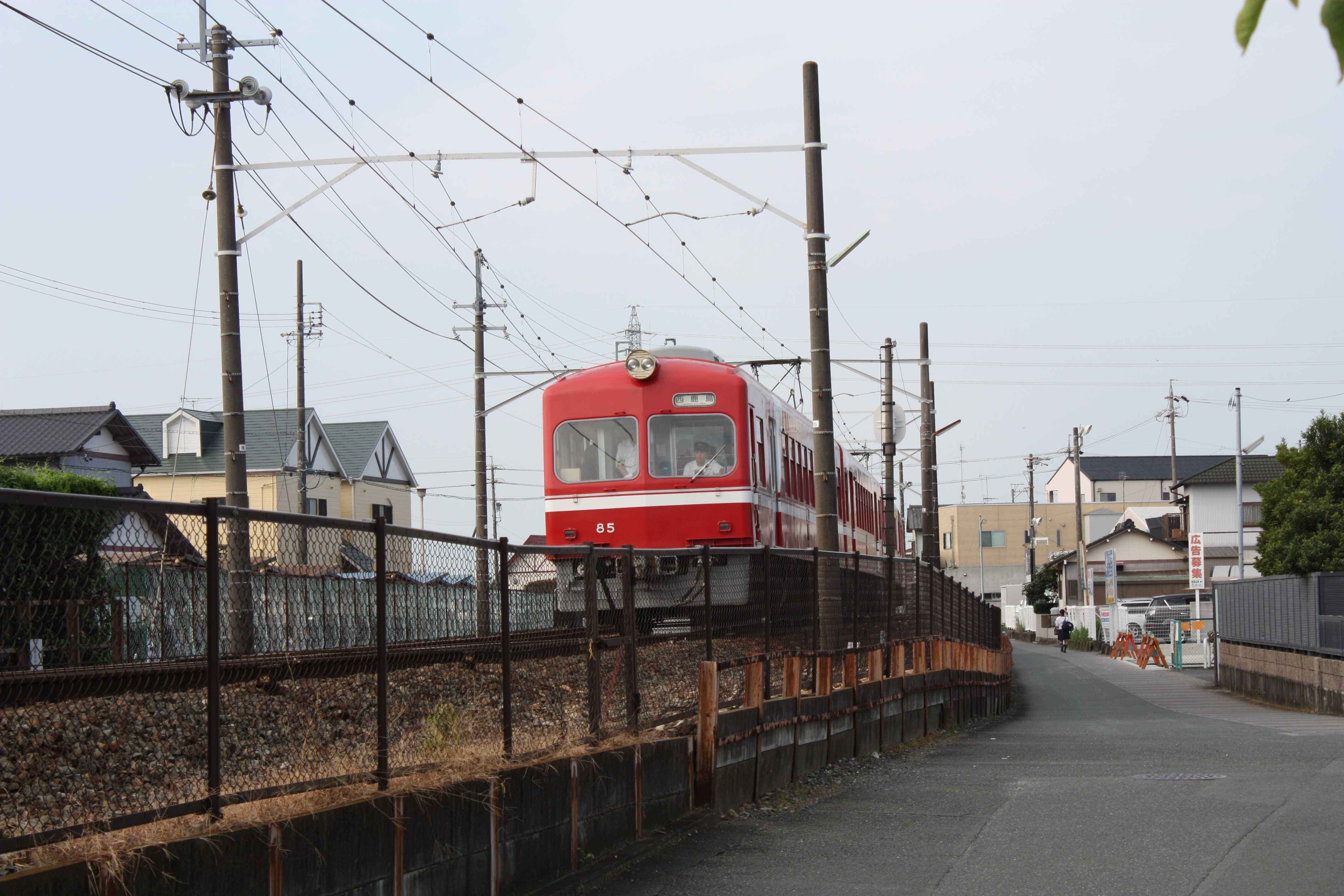
30形クハ85を先頭とする4両編成の列車
（さぎの宮駅 - 積志駅間、2015年7月）

車両近代化ならびに旧型車の代替を目的として、1958年（昭和33年）から1980年（昭和55年）にかけて制御電動車モハ30形16両（モハ25 - 39・51）・制御車クハ80形12両（クハ61・79 - 89）の計28両が新製された。
増備の途上において車両番号（車番）が30番台・80番台には収まらなくなったことから、モハ30形についてはモハ39の次に増備された車両をモハ30と付番し、以降モハ29・28・27…といった具合に逆順で車番が付されている。また、クハ80形についてはモハ30形同様の付番方式によってクハ89・80・79まで増備されたのち、1978年（昭和53年）に増備された付随車は空番となっていたクハ85が付番された。さらに最終増備編成についてはモハ51-クハ61と、従来車とは全く関連性のない車番が付されている。
全車とも2扉ロングシート構造であり、大幅な前面形状改良が加えられた最終増備編成を除いて湘南型の前面形状で統一されている。客用扉は1,200 mm幅の片開扉とされたが、1967年（昭和42年）製造のモハ30-クハ80以降1,400 mm幅の両開扉に改められ、それに伴って窓配置にも変化が生じた。その他、前面アンチクライマーならびに行先表示幕の有無やアンチクライマーの形状、前面の行先表示器、運転台構造（当初は半室運転台構造であったが、1973年（昭和48年）製造のモハ28より全室運転台に改められた）の差異など、製造年次別による形態の差異が存在する。初期車には前面の排障器（スカート）が装備されていなかったが、後の増備車に合わせて取り付ける改造が施されている。第1編成（モハ31-クハ81）は後の増備車と比べて車体長が若干短く、側面の窓が一枚少ないという特徴が見られた。
車体塗装は当初グリーンとクリーム色のツートンカラーであったが、踏切事故対策として1961年（昭和36年）12月よりスカーレット一色塗装に改められた。この塗装は以降の増備車ならびに従来車にも普及し、「赤電」の愛称の由来となった。後年、1000形に準じた塗装に変更され、現在に至る。
完全新製車と従来車の機器を流用して新製された車両（以下「機器流用車」）が存在し、モハ29・36 - 39ならびにクハ79・86 - 89が後者に該当する。最終的には全車とも2両編成（36 - 39はモハ同士の全電動車編成、その他はモハ-クハの組み合わせによるMT編成）を組成したが、モハのみ・クハのみの新製や編成の組み替えなどにより落成当初とは異なる編成相手と組成された車両も多く、モハとクハで形態が大きく異なる編成も存在する。
主要機器については完全新製車と機器流用車で異なり、完全新製車についても製造年次による変化があるものの、モハ51-クハ61を除いて全車とも吊り掛け駆動方式で統一されている。モハ25-クハ85は1978年（昭和53年）に新製されているが、同編成は遠鉄のみならず、完全新製の旅客用車両としては日本国内の普通鉄道においてノーズ・サスペンション方式の吊り掛け駆動方式を採用した最後の車両である。なお、モハ51-クハ61は遠州鉄道初のカルダン駆動車として新製された。ただし、前述吊り掛け駆動車を含めて制動装置はWABCO系の自動空気ブレーキで統一されており、制御装置の動作シーケンスの一部に互換性はないが指令線は共通化されているため、駆動方式や制御装置の差異に関係なく併結が可能である。また、モハ36 - 39を除き全車とも停止用発電制動を常用し、減速時においても吊り掛け駆動独特の唸り音が生じる。
なお、本形式は制動方式等の相違から後述の1000形・2000形と併結して運用することは不可能である。
当初は非冷房仕様で増備が進められたが、前述モハ25-クハ85ならびにモハ51-クハ61は落成当初より冷房装置を搭載し、非冷房車についても順次冷房改造が実施された。新製冷房車が分散式冷房装置を1両当たり3基搭載しているのに対し、冷房改造車は集中式冷房装置を1両当たり1基搭載している点が異なる。また、冷房改造施工時期と廃車時期が重複していたことから、冷房改造を受けることなく廃車となった車両も存在する。
1980年（昭和55年）よりモハ31-クハ81を皮切りに廃車が開始された。2015年（平成27年）1月にモハ27-クハ89が退役し、これにより片開きドアと半室構造の運転台、トーションバー台車を装備した車両が全て姿を消し、同線に残る吊り掛け駆動車はモハ25-クハ85の1編成を残すのみとなった。さらに同年4月には30形の定期運用が消滅して予備車となり、本線で走行する機会が大幅に減少した。
2018年（平成30年）2月の2000形（2007編成）増備を前に、まず2017年（平成29年）11月30日、モハ51-クハ61編成が同年12月16日にラストランとなり、2018（平成30）年1月に廃車されることが公式に発表された。30形最後の残存車となったモハ25-クハ85編成も同年4月28日から30日までラストランを行い、その後に廃車・解体された。
モハ25-クハ85の廃車により30形は形式消滅となり、2扉、吊り掛け駆動を使用する営業車両が遠州鉄道から全て姿を消した。

#### 車両数の変遷
| 年        | モハ21 | モハ30 | クハ80 | モハ1000 | クハ1500 | モハ2000 | クハ2000 | 計（冷房車） |
| --------- | ------ | ------ | ------ | -------- | -------- | -------- | -------- | ------------ |
| 1982-1983 | 1      | 15     | 11     |          |          |          |          | 27(4)        |
| 1984-1985 |        | 13     | 11     | 1        | 1        |          |          | 26(6)        |
| 1986      |        | 11     | 11     | 2        | 2        |          |          | 26(8)        |
| 1987      |        | 11     | 11     | 2        | 2        |          |          | 26(10)       |
| 1988      |        | 11     | 11     | 2        | 2        |          |          | 26(20)       |
| 1989      |        | 10     | 10     | 3        | 3        |          |          | 26(22)       |
| 1990-1993 |        | 9      | 9      | 4        | 4        |          |          | 26(24)       |
| 1994      |        | 9      | 9      | 5        | 5        |          |          | 28(26)       |
| 1995-1996 |        | 8      | 8      | 6        | 6        |          |          | 28(28)       |
| 1997-1998 |        | 7      | 7      | 7        | 7        |          |          | 28(28)       |
| 1999      |        | 7      | 7      | 7        | 7        | 1        | 1        | 30(30)       |
| 2000-2001 |        | 6      | 6      | 7        | 7        | 1        | 1        | 28(28)       |
| 2002-2004 |        | 6      | 6      | 7        | 7        | 2        | 2        | 30(30)       |
| 2005-2006 |        | 5      | 5      | 7        | 7        | 3        | 3        | 30(30)       |

- 事業用車除く
- 1982・1983年は1月1日時点、1984年以降は4月1日時点。
- 『私鉄車両編成表』各年版（ジェー・アール・アール）

### 駅・改札設備
鉄道線では磁気式の乗車券を導入していないため、磁気券を読み取る方式の自動改札機は存在しない。ICカード乗車券「ナイスパス」のカードリーダー、および駅係員・車掌の改集札で対応している。JRや他の私鉄で利用できる交通系ICカード「Suica」「TOICA」「PASMO」などは使用出来ない。
2025年3月1日より、タッチ決済機能付きクレジットカードなどでの乗車が可能となった。対応のカード会社は、VISA、JCB、American Express、Diners Club、Discover、銀聯カードとなっている。MasterCardは同年6月11日に追加された。
無人駅や、有人駅で係員が不在の時間帯では車掌や運転士が改集札に当たり、全降車客のナイスパスの読み取り及び乗車券の回収を行なう。しかし4両編成での運転時は無人駅にも職員が派遣され、降車客の集札にあたる。
これは4両編成の場合、編成長が約70mと長く、車掌と運転士による集札だけでは時間がかかり発車が遅れてしまうためである。単線で12分間隔の運転という高密度なダイヤで運行しているため、発車が遅れてしまうとダイヤ全体への影響が出てしまう。
自動券売機は各駅に2台以上が全駅に設置されている。
新浜松駅、遠州西ヶ崎駅、浜北駅、西鹿島駅を除く各駅には、ホームに番号がついていない。相対式ホームでは行先の案内で目的のホームを判断し、片面ホームや島式ホームでは列車の方向幕によって乗車する列車を判断することになる。
新浜松駅と西鹿島駅には発車メロディが、遠州病院駅（ラッシュ時のみ使用）には発車ベルが導入されているほか、接近放送が導入されている駅では接近メロディが流れる。なお中間駅では基本的には乗務員の吹笛により発車する。

## バス事業

### 一般路線バス・高速バス事業
本節の詳細は「遠鉄バス」を参照のこと。
なお、1997年12月25日に浜松市は全国初の「オムニバスタウン」に指定されている。

### 貸切バス・ツアーバス・旅行事業
本節の詳細は「遠鉄観光」を参照のこと。

## 特徴的な施策
基本的にはバスの施策は「遠鉄バス」にて、鉄道線の施策は「遠州鉄道鉄道線」にて述べるが、ここでは、両者に共通する事項を述べる。なお、ETカードやナイスパス、えんてつカードなど、各種カードに関連する事項は当該記事を参照のこと。
- 1998年7月1日に、浜松市のオムニバスタウン施策を受け、浜松市内外を問わず、バス・電車全線では同日より初乗り運賃を150円（バス）・120円（電車）から一斉に100円に引き下げた[24]。この際、バスでは100円区間の次が160円などと飛ぶことの無いよう、120円 - 150円の間にも10円単位で運賃を設定した[注釈 14]。これは、全国的に利用者が減少基調にある公共交通機関における、利用者増の実験を兼ねたものだが、バスでは9%の、鉄道線では3%程度の利用者増と、実験は成功した。ただし双方共利用者は増えたものの値下げにより運賃収入は減っている。なお、初乗り運賃引き下げ自体は飽くまでも試験運用ではなく当初から本格運用として実施された。これは日本初の事例である。その後の消費税率の引き上げに伴い、2015年10月1日現在より初乗りは120円となっている。そのほか、高速バスや空港リムジンバスを除く路線バスでは運賃区界の増設や上限運賃700円（2014年3月31までは630円、同年4月1日から2019年9月30日まで650円）制定が実施されたため、100円 - 630円の範囲内において、110円[注釈 15]を除く全ての運賃が10円単位で制定されていた[注釈 16]が、2014年4月1日からの消費税増税に伴い鉄道線では150円 - 460円の区間において10円、路線バスでは170円 - 490円の区間において10円、500円 - 630円の区間において20円値上げされたため、現在では110円のほかに170円、510円とも設定されていない。
- 車内LED案内表示器の設置されていない30系電車を除く、全ての鉄道線車両、一般路線バス車両・e-wing車両・コミュニティバス車両において、見えるラジオを受信し、ニュースや天気予報などを流していた。見えるラジオは2014年3月31日で終了した。このほか、広告等も流れる。詳細は「遠鉄バス#LED表示器」を参照。
- 読み方が難しいものについては、ひらがなに置き換えている。
  - 鷺宮→さぎの宮、聖隷回り 富塚循環→せいれいまわり 富塚じゅんかんなどが挙げられる。

## 関連事業
遠鉄では営業成績の多くを運輸事業以外の関連事業で稼ぎ出しており、本体で国内企画旅行（運輸事業部）、不動産（不動産事業本部）、保険代理業（保険グループ）、介護サービス事業（介護事業部）といった関連事業を直営しているほか、浜松市を中心に運輸・流通・観光事業など13の関連会社を擁し、企業集団「遠鉄グループ」を形成している。経営理念は「地域とともに歩む、遠鉄グループ」。グループ全体の営業規模では中小私鉄のトップであり、準大手私鉄よりも多い。中小私鉄で連結売上高が1000億円を超える鉄道事業者は日本では遠鉄を含めてわずか3社のみである。
グループ会社においては、遠鉄ストア（2016年（平成28年）3月期売上高563.71億円）と遠鉄百貨店（2016年（平成28年）3月期売上高352.50億円）は本体を上回る売上を上げているほか、ネッツトヨタ浜松も2016年（平成28年）3月期売上高204.69億円を上げるなど自動車販売業のウエイトが高いのも特色となっている。遠鉄グループの自動車販売業への参入は1967年と歴史は古く、不動産事業やスーパーマーケット事業への進出、ターミナルビルの建設よりも早くに参入した。
2008年9月1日よりグループ共通のポイントカード「えんてつカード」が運用開始となった。また、テレビCMも放映され、三重県出身の歌手西野カナの『stamp』という曲が使われている。
株主は特記なければ遠州鉄道（株）。※印は消滅した会社。

### 運輸事業
- 遠鉄タクシー株式会社（タクシー）[2]
- 日之出自動車工業株式会社（ロードサービス、自動車整備）

### ウェルネス事業
- 遠鉄観光開発株式会社（観光事業）[2] - 浜名湖パルパル（遊園地）、ホテル九重（閉業）・ホテルウェルシーズン浜名湖（旅館）、かんざんじロープウェイ（索道）、浜名湖オルゴールミュージアム、華咲の湯（日帰り温泉）
- ※株式会社遠鉄トラベル（旅行代理店）[2]- 2020年9月1日に遠州鉄道に吸収合併[30]
- 有限会社マインドファミリーコーポレーション - 岩手県盛岡市に本社を置く保険代理店。2025年6月1日遠鉄グループ傘下となる。

### 不動産事業
- 遠鉄建設株式会社（総合建設）[2]

### リテールサービス事業
- 株式会社遠鉄百貨店（百貨店）[2] - 髙島屋との提携
  - 株式会社遠鉄百貨店友の会 - （株）遠鉄百貨店100%出資子会社[2]。
- 株式会社遠鉄ストア（スーパーマーケット）[2]
  - 株式会社古田屋（ディスカウントストア、ガソリンスタンドなど） - （株）遠鉄ストア100%出資子会社。
  - 株式会社フルタフーズ - （株）遠鉄ストア100%出資子会社[31]。

### モビリティサービス事業
- 静岡トヨタ自動車株式会社（自動車ディーラー）[32][33][30]
  - ※ネッツトヨタ浜松株式会社（自動車ディーラー）[2] - 1967年、全国初のトヨタオート店として設立、2020年7月1日に静岡トヨタ自動車と統合[33][30]
  - ※静岡トヨタ物流サービス株式会社 - 静岡トヨタ自動車の子会社 - 2020年4月1日に静岡トヨタ自動車と統合[30]
  - ※株式会社トヨタレンタリース浜松（レンタカー・カーリース） - 遠州鉄道と静岡トヨタ自動車がそれぞれ50%ずつ出資[2]。2025年4月1日に静岡トヨタ自動車と統合[34]。
- 株式会社青山商会（二輪車、スズキ四輪車ディーラー）
- 遠鉄石油株式会社（ガソリンスタンドなど）[2]

### その他事業
- 株式会社遠鉄自動車学校（自動車教習所）[2]
  - ※株式会社浜松自動車学校[2] - 2018年10月1日に遠鉄自動車学校に吸収合併[35][30]
- 遠鉄システムサービス株式会社[2]（システムインテグレーター）
- 遠鉄アシスト株式会社（ビルサービスほか）[2]
- 遠鉄ベトナム有限会社（システムインテグレーター） - 2021年7月にグループ初の海外法人としてベトナム・ハノイに設立された。

## 社歌
- 遠鉄本体の社歌は1962年に制定された。作詩：サトウ・ハチロー、作曲：服部正[36]。
- それとは別に、新たに遠鉄グループソング『街と生きる』が2014年に制作された。遠鉄グループの社員が作詞し、浜松市出身の作曲家・村松崇継が作編曲を担当した[37]。